# Wiener Berg
Wiener Berg är en kulle i Österrike.   Den ligger i  förbundslandet Wien, i den östra delen av landet, i huvudstaden Wien. Toppen på Wiener Berg är 248 meter över havet, eller 8 meter över den omgivande terrängen. Bredden vid basen är 1,4 km.
Terrängen runt Wiener Berg är platt åt sydost, men åt nordväst är den kuperad. Runt Wiener Berg är det mycket tätbefolkat, med 3 134 invånare per kvadratkilometer.. Närmaste större samhälle är Wien, 4,6 km norr om Wiener Berg. 
Runt Wiener Berg är det i huvudsak tätbebyggt.